# Enrico Coveri (azienda)
Enrico Coveri Maison s.r.l. (precedentemente Enrico Coveri S.p.A.) è un'azienda di moda italiana, fondata da Enrico Coveri nel 1980. La sede è situata a Firenze in Lungarno Guicciardini 19.

## Storia
I primi successi di Enrico Coveri risalgono alla metà degli anni Settanta. Nel 1977 Coveri presentò con il proprio marchio la sua prima collezione Enrico Coveri Donna per la stagione primavera/estate del 1978; durante la Settimana della moda di Parigi fu il primo italiano a calcare le passerelle del prêt-à-porter. L'impatto e il risalto nel mondo della moda fu immediato; nella stagione successiva lanciò la collezione Uomo.
Nel 1982 nacque Paillettes, uno dei profumi femminili più amati e longevi della storia delle profumazioni degli stilisti italiani. In seguito vennero lanciati il profumo pour Homme (1983) e la linea You Young Coveri (1984)
Nel 1987 la Maison celebrò i dieci anni dalla nascita del marchio presentando la collezione sera Enrico Coveri Boutique all'Opéra Garnier di Parigi. Cento fra i più importanti artisti nella storia dell'arte pittorica italiana realizzarono ciascuno un quadro, ispirandosi alla moda di Enrico Coveri; tali opere pittoriche entrarono a far parte della collezione d'arte di Coveri.
Nel 1988 nacque pour Femme, secondo profumo dedicato alla Donna. Nello stesso anno la moda di Enrico Coveri conquistò il Giappone: venne stretto un accordo di partnership con Itochu per la distribuzione delle collezioni Enrico Coveri Uomo/Donna e successivamente Coveri Bandiera Uomo/Donna; vennero inoltre prodotte nel mercato giapponese le linee Baby, Bambino, Underwear e Sport, nonché una linea completa di accessori per la casa.
Nel 1989 nacque la collezione uomo Ricerche di Enrico Coveri (in collaborazione con la divisione Lebole Moda del gruppo Marzotto) e venne lanciata Coloratissima, linea completa di make up.
Nel 1990, a seguito della prematura morte di Enrico Coveri (avvenuta il 7 dicembre), sua sorella Silvana Coveri, già Amministratore Unico delle varie società del gruppo, assunse la direzione della Maison (fino ad allora condivisa con il fratello). Al momento del decesso del fondatore, la Maison aveva raggiunto un fatturato annuo pari a 200 miliardi di lire.
Nel 1991, ad un anno dalla sua scomparsa, il Museo Pecci di Prato, sua città natia, presentò la mostra: "Omaggio a Enrico Coveri". Nel 1992 venne assegnato il premio "Lorenzo il Magnifico" dall'Accademia Internazionale di Firenze. Nel 1993 venne lanciata Firenze, essenza femminile studiata in omaggio ad Enrico Coveri e al suo amore per la città. Nel 1994 nacque a Venezia la Biennale Internazionale della Moda “Segno e Moda” e fu anche istituito il premio "Leone di vetro - Enrico Coveri" per il miglior stilista emergente.
Nel 1996 Francesco Martini Coveri, terzo figlio di Silvana, debuttò in passerella come direttore artistico della seconda linea You Young Coveri. Nel 1998 nacque COVERI MOVING – Uomo/Donna, linea basica per il tempo libero. Nel 2000 per la prima volta la Maison decise di presentare le proprie collezioni Prêt-à-porter Uomo e Donna all'interno delle manifestazioni di Milano Collezioni. Nel 2001 Francesco Martini Coveri divenne direttore artistico della Maison.
Nel 2002 venne presentata a Pitti Uomo "Classic: l'eleganza formale per l'uomo Coveri"; inoltre fu lanciato Kinky per lui e per lei, profumo della linea You Young Coveri. Nel marzo 2003 la Maison creò l'evoluzione del suo profumo simbolo, Paillettes 3.
Nel 2004 venne aperta a Firenze, all'interno di Palazzo Coveri, la "Galleria del Palazzo". Lo spazio venne proposto come location multidisciplinare e come punto di riferimento culturale per la città che offriva una panoramica curiosa ed interessante della scena dell'arte moderna e contemporanea. Per l'inaugurazione venne scelto l'artista pop Romero Britto. Nel 2006 Coveri lanciò MI 06, il nuovo profumo per uomo e per donna. Nel 2009 venne ideata una linea di imbottiti e fu presenta un'edizione speciale di pezzi d'arredo di design durante il Salone Internazionale del Mobile di Milano.
Il 18 gennaio 2011 Enrico Coveri fu la prima Maison a far sfilare le collezioni Uomo e Donna insieme durante la Settimana della moda di Milano, presentando le collezioni Uomo e Donna autunno/inverno 2011/2012 e portando in passerella giovani talenti del cinema italiano, tra cui Ivan Bacchi, Alessandro Borghi, Valentina Cervi, Giorgio Pasotti, Nicoletta Romanoff, Claudia Zanella e Giorgia Würth. Nello stesso anno venne creato il marchio Coveri Living, il quale racchiude le linee di design e arredamento.
Nel 2012 nacque il profumo per lei e per lui Pop Heart, contenuto in un flacone speciale realizzato in collaborazione con l'artista Massimo Sansavini.
Dal 24 ottobre 2012 al 18 gennaio 2013 si tenne a Prato la mostra "Coveri Story - da Prato al Made in Italy", dedicata a Enrico Coveri e scelta per inaugurare la nuova sede della Camera di Commercio di Prato.

## Archivio
L'archivio Enrico Coveri si compone di molti documenti e materiali diversi relativi all'attività dello stilista fin dai suoi esordi. L'archivio, dislocato in diverse stanze dell'atelier e nel magazzino, comprende fascicoli relativi alle campagne pubblicitarie realizzate dal 1979 a tutto il 2002. Comprende circa 50.000 disegni, alcuni fascicolati altri in scatole nel magazzino, risalenti agli anni Settanta fino al 2002. L'archivio comprende inoltre corrispondenza privata, sciolta e fascicolata, e documenti commerciali. Gli abiti conservati sono circa 5.000.